# Thomas A. Hendricks
Thomas Andrews Hendricks, född 7 september 1819 i Muskingum County, Ohio, död 25 november 1885 i Indianapolis, Indiana, var en amerikansk demokratisk politiker och USA:s 21:a vicepresident.
Hendricks flyttade 1820 med sina föräldrar till Indiana. Farbrodern William Hendricks var Indianas guvernör 1822–1825. Hendricks utexaminerades 1841 från Hanover College och inledde 1843 sin karriär som advokat i Shelbyville. Två år senare gifte han sig med Eliza Morgan.
Hendricks var ledamot av USA:s representanthus 1851–1855. Han förlorade sitt mandat i 1854 års kongressval och 1860 förlorade han guvernörsvalet i Indiana. Det året flyttade han till Indianapolis och arbetade som advokat där.
Hendricks var ledamot av USA:s senat 1863–1869 och guvernör i Indiana 1873–1877. Han hade förlorat guvernörsvalet 1868 mot Conrad Baker men 1872 vann han mot Thomas M. Browne. Hendricks var Samuel J. Tildens vicepresidentkandidat i presidentvalet i USA 1876. 1884 var han vicepresidentkandidat på nytt och blev också vald den gången. Han tjänstgjorde som Grover Clevelands vicepresident i åtta månader 1885 och avled i ämbetet. Hans grav finns på begravningsplatsen Crown Hill Cemetery i Indianapolis.